# Richard Pius Miles
Richard Pius Miles OP (ur. 17 maja 1791 w hrabstwie Prince George’s, Maryland, zm. 21 lutego 1860 w Nashville, Tennessee) – amerykański duchowny katolicki, dominikanin, pierwszy biskup Nashville, uważany za ojca katolicyzmu w Tennessee.

## Życiorys
Był najmłodszy z siedmiorga rodzeństwa. Gdy miał pięć lat rodzina przeniosła się do hrabstwa Nelson w Kentucky. Katolicy na tym terenie narzekali na brak kościołów i kapłanów. Było to przyczyną braku rozwoju katolicyzmu na całym zachodzie USA. Problem został nieco złagodzony po przybyciu w 1805 roku trzech dominikanów, którzy założyli pierwsze kościoły i szkoły katolickie na zachód od Appalachów. Swe opactwo założyli w Elizabethtown. Tam też młody Richard Miles wstąpił do zakonu przybierając imię Pius. Święcenia kapłańskie otrzymał 21 września 1816 roku. Pracował następnie jako misjonarz w Ohio. Od roku 1833 był przełożonym swego macierzystego opactwa, a od roku 1837 prowincjałem prowincji św. Józefa, obejmującej całą wschodnią część kraju. W tym czasie liczba katolików w Tennessee rosła z powodu migracji robotników i rzemieślników irlandzkiego pochodzenia, którzy pracowali przy budowie dróg i mostów. 
W 1837 roku liczba katolików w Tennessee wynosiła ok. 300 dusz. Brak jednak było kapłanów, a przez to wiara wymierała. Mimo wszystko bullą Apostolatus Officium (z dnia 28 lipca 1837 roku) papież Grzegorz XVI zdecydował utworzyć diecezję dla Tennessee z siedzibą w Nashville. Katedrą został jedyny w tym mieście katolicki kościół Różańca Świętego. Tego samego dnia pierwszym ordynariuszem Nashville mianowano o. Milesa. Sakrę przyjął dopiero ponad roku później w Bardstown, a do swej siedziby przybył w grudniu roku 1838. Dzięki jego ogromnemu zaangażowaniu życie religijne zaczęło się powoli rozwijać. Za jego kadencji wybudowano nową katedrę NMP, seminarium duchowne, szpital, a także szkoły katolickie, które oddał pod opiekę Sióstr Miłosierdzia. Zmarł w opinii świętości. W chwili jego śmierci diecezja składała się z 12 tys. wiernych, 13 księży, 14 kościołów, 6 kaplic i 13 misji. Pochowany został pod ołtarzem katedry. W 1972 roku jego ciało ekshumowano i stwierdzono stan nienaruszony. Pochowano je powtórnie w nowej kaplicy w tylnej części katedry.